# カイヅカイブキ
カイヅカイブキ（貝塚伊吹、学名: Juniperus chinensis 'Kaizuka'）は、ヒノキ科ビャクシン属イブキ（ビャクシン）の栽培品種の1つである。名の「カイヅカ」の由来は明らかではない。常緑針葉樹で高木となるが、刈り込まれて低木状に仕立てられていることもある。枝がねじれて巻き上がり、炎のような樹形となる（図1）。葉はふつう鱗片状で枝を密に覆っているが、まれに針葉を生じる。東アジアで公園、庭園、生垣などに植栽される。漢名は「龍柏」。

## 特徴
常緑針葉樹であり、高さ5–15メートル (m) の高木となるが、刈り込んで低木状に仕立てられることもある（下図2a, b）。幹は太く直立し、ねじれる（下図2c）。樹皮は赤褐色で粗く、縦にはがれる。枝は密に分枝してねじれて巻き上がり、炎のような樹形になる（図1, 2a, b）。
葉は2型性を示し、鱗形葉（鱗状葉）と針葉をもつが、基本的には鱗形葉であり、長さ2–4ミリメートル (mm) 、十字対生して枝を覆う（下図3）。断面は丸くて表裏の区別はなく、葉先は丸い。強く剪定すると、3輪生する針葉が生じることがある。

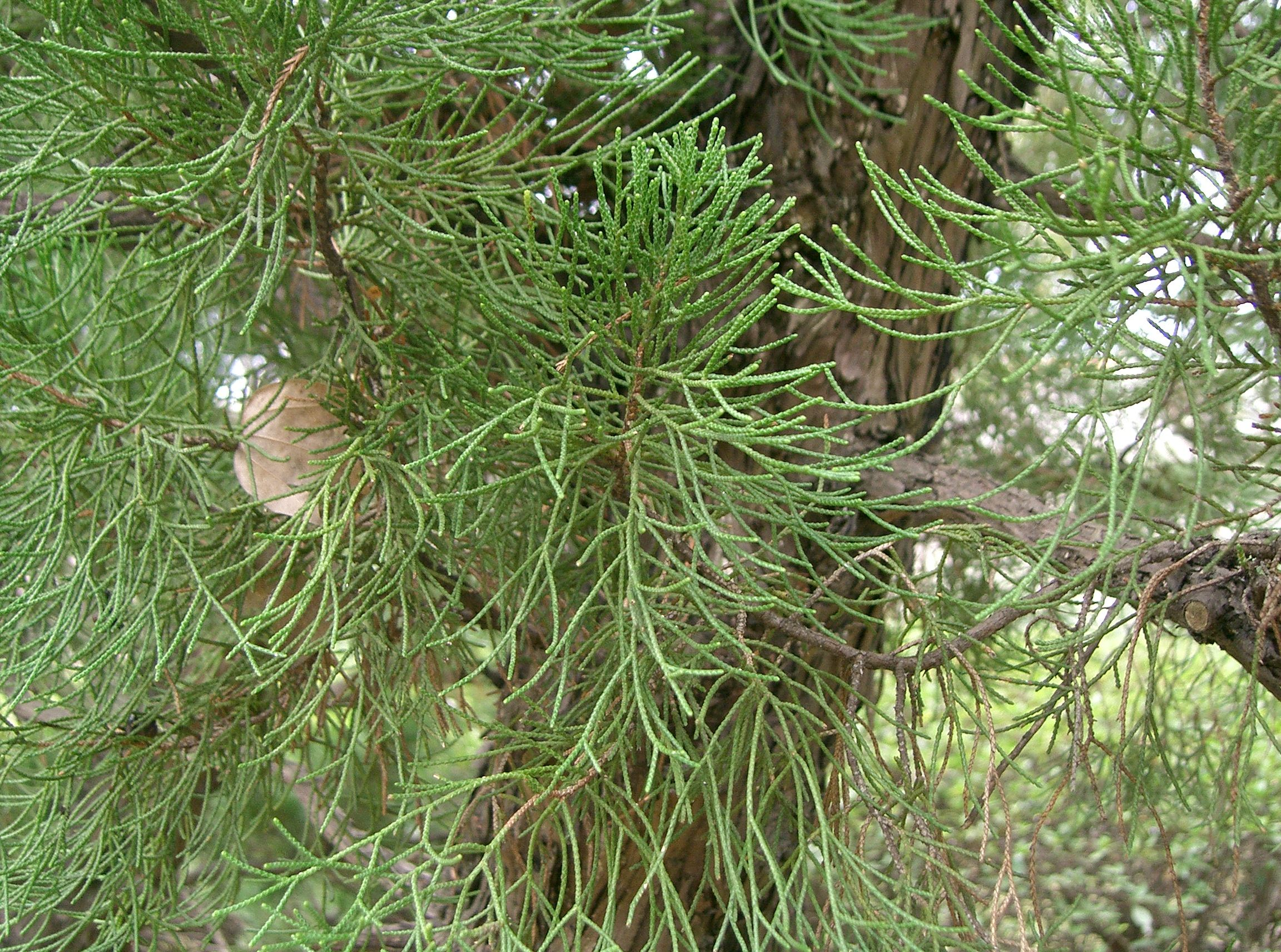
3. 枝葉

基本的に雌雄異株であり、まれに雌雄同株。"花期"は春（4月）。球果は液果状の漿質球果、直径 6–7 mm、黒紫色で粉白をおび、翌年の秋（10月）に熟す。

## 人間との関わり

### 植栽
中国、台湾、日本（本州から沖縄）、朝鮮半島などで公園、庭園、庭、生垣、道路の緑樹帯（街路樹）などに植栽される。洋風の雰囲気や枝葉が密生し目隠し効果が高いことから、昭和期に庭木や生垣として盛んに用いられた。カイヅカイブキは、イブキ（ビャクシン）から選抜されたとする説と、ほふく性のミヤマビャクシンから選抜されたとする説がある。
日当たり・水はけの良い肥沃地を好むが、日陰や砂質地でも植栽可能である。低温には弱いが、乾燥や潮風、大気汚染に強い。また、刈込みにも耐える。高速道路脇に植えられるのも、大気汚染や強い剪定に耐える性質による。春に挿し木で増やすが、実生も用いられる。
カイヅカイブキを含むビャクシン属の木は、ナシやリンゴに大きな害を与える赤星病菌の中間宿主となるため、ナシの産地などではビャクシン類を植栽しないよう呼び掛けられており、また条例を定めている自治体もある。

### 地方自治体の木
日本の以下の自治体では、カイヅカイブキを自治体の木としている。
- 岐阜県羽島市[27]
- 滋賀県栗東市[28]
- 大阪府貝塚市[29]
- 岡山県都窪郡早島町[30]

### 韓国のカイヅカイブキ
大韓民国済州特別自治道には、カイヅカイブキを学校の木と定めている例がある。しかし道内の一部の教育関係者らは、カイヅカイブキを日帝残滓とし、伐採を求める動きがある。